# ستيفن ساذرلاند
ستيفن ساذرلاند (بالإنجليزية: Stephen Sutherland)‏ (مواليد 19 أغسطس 1990) هو ملاكم أسترالي، مثّل بلاده في الألعاب الأولمبية الصيفية 2008.

## روابط خارجية
ستيفن ساذرلاند على موقع أوليمبيديا (الإنجليزية)